# I Dongguk
I Dongguk (hangul: 최성용, handzsa: 崔成勇, RR: Lee Dong-gook, ’ Phohang, 1979. április 29. –’) dél-koreai válogatott labdarúgó.

## Pályafutása

### Klubcsapatban
1998 és 2007 között a Phohang Steelersben játszott. A 2000–01-es szezonban kölcsönben szerepelt a Werder Bremenben. 2003 és 2005 között katonai szolgálatát töltötte és ekkor a Kimcshon Szangmu katonacsapat játékosa volt. A 2007–08-as idényben Angliában játszott a Middlesbrough csapatában, majd hazatért a Szongnam Ilhva Csunma együttesébe. 2009 és 2020 között a  Jeonbuk Hyundai Motors játékosa volt, melynek tagjaként kilenc alkalommal nyerte meg a dél-koreai bajnokságot.  

### A válogatottban
1998 és 2017 között 105 alkalommal játszott a dél-koreai válogatottban és 33 gólt szerzett. Részt vett az 1998-as és a 2010-es világbajnokságon, a 2000-es, a 2004-es és a 2007-es Ázsia-kupán, a 2000-es és a 2002-es CONCACAF-aranykupán, illetve tagja volt a 2000. évi nyári olimpiai játékokon szereplő válogatott keretének is.

## Sikerei, díjai
Pohang Steelers
- AFC-bajnokok ligája (1): 1997–98

Jeonbuk Hyundai Motors
- Dél-koreai bajnok (9):  2009, 2011, 2014, 2015, 2017, 2018, 2019, 2020, 2021

Dél-Korea U20
- U19-es Ázsia-bajnokság (1): 1998

Dél-Korea
- Ázsia-kupa bronzérmes (2): 2000, 2007

Egyéni
- Az Ázsia-kupa gólkirálya (1): 2000 (6 góllal)